# Hamburger SV/Namen und Zahlen

Vereinswappen des Hamburger SV

Wichtige Namen und Zahlen, welche die Fußballabteilung des Hamburger SV betreffen und die nur in Listenform dargestellt werden können, können neben dem Text mit der momentanen Software in der Wikipedia nur unzureichend dargestellt werden. Daher wird diese Seite genutzt, um im Hauptartikel auf diese Daten hinführen zu können, ohne dass der Artikel selbst dadurch überladen und eine anschauliche Formatierung unmöglich wird. Die Zahlen zu den Saison-Bilanzen finden sich unter Saisonbilanzen des Hamburger SV.

## Erfolge

### National
Mit drei Bundesliga-Meisterschaften ist der HSV berechtigt einen Meisterstern zu tragen.
| Deutscher Fußballmeister (6)      | Deutscher Vizemeister (8) | DFB-Pokalsieger (3) | Ligapokal (2) |
| --------------------------------- | ------------------------- | ------------------- | ------------- |
| (verzichtet) 1921/22 (verzichtet) | 1923/24                   | 1962/63             | 1972/73       |
| 1922/23                           | 1956/57                   | 1975/76             | 2003          |
| 1927/28                           | 1957/58                   | 1986/87             |               |
| 1959/60                           | 1975/76                   |                     |               |
| 1978/79                           | 1979/80                   |                     |               |
| 1981/82                           | 1980/81                   |                     |               |
| 1982/83                           | 1983/84                   |                     |               |
|                                   | 1986/87                   |                     |               |

Weitere Erfolge und Auszeichnungen:
- DFB-Pokal-Finalist (3): 1955/56, 1966/67, 1973/74
- DFB-Supercup-Finalist (3): 1977, 1983, 1987
- Norddeutscher Meister (25): 1921–1925, 1928, 1929, 1931–1933, 1948–1953, 1955–1963 (Rekord)
- Meister der britischen Besatzungszone (2): 1947, 1948
- Gauliga Nordmark (4): 1937–1939, 1941
- DFB-Hallen-Pokal (1): 1987
- Ewige Tabelle der Bundesliga: Platz 6
- Ewige Tabelle der Oberliga Nord: Platz 1
- Telekom-Cup: 1. Platz 2009, 2015; 2. Platz 2011; 3. Platz 2010, 2014; 4. Platz 2012, 2013
- Fuji-Cup: 2. Platz 1987, 4. Platz 1986
- Mitsubishi-Cup: 1. Platz 1980
- UAE-German-Supercup-Sieger: 2011

### International
| Europapokal der Landesmeister | Europapokal der Pokalsieger | UEFA Intertoto Cup (2) |
| ----------------------------- | --------------------------- | ---------------------- |
| 1982/83                       | 1976/77                     | 2005                   |
|                               |                             | 2007                   |

Weitere Erfolge und Auszeichnungen:
- Finalist Weltpokal: 1983
- Finalist Europapokal der Landesmeister: 1979/80
- Finalist UEFA-Pokal: 1981/82
- Finalist Europapokal der Pokalsieger: 1967/68
- Finalist Europäischer Supercup (2): 1977, 1983
- Intertoto-Cup-Sieger (3): 1970, 1974, 1994
- World Soccer Mannschaft des Jahres: 1983
- Emirates Cup: 1. Platz 2008
- Peace Cup: 1. Platz 2012
- Trofeo Ciudad de Palma: 1. Platz 2012
- Trofeo Santiago Bernabéu: 1. Platz 1982, 2. Platz 1983
- Joan-Gamper-Trophäe: 2. Platz 1985
- Trofeo Villa de Gijón: 2. Platz 1972
- Trofeo Ciudad de Zaragoza: 1. Platz 1972, 2. Platz 1996
- Trofeo Valencia Naranja: 3. Platz 1984

| Liste der Europapokalspiele des Hamburger SV | Liste der Europapokalspiele des Hamburger SV | Liste der Europapokalspiele des Hamburger SV | Liste der Europapokalspiele des Hamburger SV | Liste der Europapokalspiele des Hamburger SV | Liste der Europapokalspiele des Hamburger SV | Liste der Europapokalspiele des Hamburger SV |
| --- | -------------------------------------------- | -------------------------------------------- | -------------------------------------------- | -------------------------------------------- | -------------------------------------------- | -------------------------------------------- |
| \| Saison \| Wettbewerb \| Runde \| Gegner \| Gesamt \| Hin \| Rück \| \| ------- \| ----------------------------- \| ---------------------- \| --------------------- \| --------------- \| ---------------- \| ---------------- \| \| 1961/62 \| Europapokal der Landesmeister \| 1. Runde \| BSC Young Boys \| 8:3 \| 5:0 (A) \| 3:3 (H) \| \| 1961/62 \| Europapokal der Landesmeister \| Viertelfinale \| FC Burnley \| 5:4 \| 1:3 (A) \| 4:1 (H) \| \| 1961/62 \| Europapokal der Landesmeister \| Halbfinale \| FC Barcelona \| 2:3 \| 0:1 (A) \| 2:1 (H) \| \| 1961/62 \| Europapokal der Landesmeister \| Halbfinale \| FC Barcelona \| 2:3 \| 0:1 in Brüssel \| \| \| 1963/64 \| Europapokal der Pokalsieger \| Vorrunde \| US Luxemburg \| 7:2 \| 4:0 (H) \| 3:2 (A) \| \| 1963/64 \| Europapokal der Pokalsieger \| 1. Runde \| FC Barcelona \| 7:6 \| 4:4 (A) \| 0:0 (H) \| \| 1963/64 \| Europapokal der Pokalsieger \| 1. Runde \| FC Barcelona \| 7:6 \| 3:2 in Lausanne \| \| \| 1963/64 \| Europapokal der Pokalsieger \| Viertelfinale \| Olympique Lyon \| 1:3 \| 1:1 (H) \| 0:2 (A) \| \| 1967/68 \| Europapokal der Pokalsieger \| 1. Runde \| Randers Freja \| 7:3 \| 5:3 (H) \| 2:0 (A) \| \| 1967/68 \| Europapokal der Pokalsieger \| 2. Runde \| Wisła Krakau \| 5:0 \| 1:0 (A) \| 4:0 (H) \| \| 1967/68 \| Europapokal der Pokalsieger \| Viertelfinale \| Olympique Lyon \| 4:2 \| 2:0 (H) \| 0:2 n. V. (A) \| \| 1967/68 \| Europapokal der Pokalsieger \| Viertelfinale \| Olympique Lyon \| 4:2 \| 2:0 in Hamburg \| \| \| 1967/68 \| Europapokal der Pokalsieger \| Halbfinale \| Cardiff City \| 4:3 \| 1:1 (H) \| 3:2 (A) \| \| 1967/68 \| Europapokal der Pokalsieger \| Finale \| AC Mailand \| 0:2 \| 0:2 in Rotterdam \| 0:2 in Rotterdam \| \| 1968/69 \| Messestädte-Pokal \| 1. Runde \| FC Metz \| 7:3 \| 4:1 (A) \| 3:2 (H) \| \| 1968/69 \| Messestädte-Pokal \| 2. Runde \| Slavia Prag \| 5:4 \| 4:1 (H) \| 1:3 (A) \| \| 1968/69 \| Messestädte-Pokal \| 3. Runde \| Hibernian Edinburgh \| (a)2:2(a) \| 1:0 (H) \| 1:2 (A) \| \| 1968/69 \| Messestädte-Pokal \| Viertelfinale \| Göztepe İzmir \| \| Rückzug \| Rückzug \| \| 1970/71 \| Messestädte-Pokal \| 1. Runde \| KAA Gent \| 8:1 \| 1:0 (A) \| 7:1 (H) \| \| 1970/71 \| Messestädte-Pokal \| 2. Runde \| Dinamo Zagreb \| 1:4 \| 0:4 (A) \| 1:0 (H) \| \| 1971/72 \| UEFA-Pokal \| 1. Runde \| FC St. Johnstone \| 2:4 \| 2:1 (H) \| 0:3 (A) \| \| 1974/75 \| UEFA-Pokal \| 1. Runde \| Bohemians Dublin \| 4:0 \| 3:0 (H) \| 1:0 (A) \| \| 1974/75 \| UEFA-Pokal \| 2. Runde \| Steagul Roșu Brașov \| 10:1 \| 8:0 (H) \| 2:1 (A) \| \| 1974/75 \| UEFA-Pokal \| 3. Runde \| Dynamo Dresden \| 6:3 \| 4:1 (H) \| 2:2 (A) \| \| 1974/75 \| UEFA-Pokal \| Viertelfinale \| Juventus Turin \| 0:2 \| 0:2 (A) \| 0:0 (A) \| \| 1975/76 \| UEFA-Pokal \| 1. Runde \| BSC Young Boys \| 4:2 \| 0:0 (A) \| 4:2 (H) \| \| 1975/76 \| UEFA-Pokal \| 2. Runde \| Roter Stern Belgrad \| 5:1 \| 1:1 (A) \| 4:0 (H) \| \| 1975/76 \| UEFA-Pokal \| 3. Runde \| FC Porto \| 3:2 \| 2:0 (H) \| 1:2 (A) \| \| 1975/76 \| UEFA-Pokal \| Viertelfinale \| FKS Stal Mielec \| 2:1 \| 1:1 (H) \| 1:0 (A) \| \| 1975/76 \| UEFA-Pokal \| Halbfinale \| FC Brügge \| 1:2 \| 1:1 (H) \| 0:1 (A) \| \| 1976/77 \| Europapokal der Pokalsieger \| 1. Runde \| ÍB Keflavík \| 4:1 \| 3:0 (H) \| 1:1 (A) \| \| 1976/77 \| Europapokal der Pokalsieger \| 2. Runde \| Heart of Midlothian \| 8:3 \| 4:2 (H) \| 4:1 (A) \| \| 1976/77 \| Europapokal der Pokalsieger \| Viertelfinale \| MTK-VM SK Budapest \| 5:2 \| 1:1 (A) \| 4:1 (H) \| \| 1976/77 \| Europapokal der Pokalsieger \| Halbfinale \| Atlético Madrid \| 4:3 \| 1:3 (A) \| 3:0 (H) \| \| 1976/77 \| Europapokal der Pokalsieger \| Finale \| RSC Anderlecht \| 2:0 \| 2:0 in Amsterdam \| 2:0 in Amsterdam \| \| 1977/78 \| Europapokal der Pokalsieger \| 1. Runde \| Lahden Reipas \| 13:3 \| 8:1 (H) \| 5:2 (A) \| \| 1977/78 \| Europapokal der Pokalsieger \| 2. Runde \| RSC Anderlecht \| 2:3 \| 1:2 (H) \| 1:1 (A) \| \| 1979/80 \| Europapokal der Landesmeister \| 1. Runde \| Valur Reykjavík \| 5:1 \| 3:0 (A) \| 2:1 (H) \| \| 1979/80 \| Europapokal der Landesmeister \| 2. Runde \| Dinamo Tiflis \| 6:3 \| 3:1 (H) \| 3:2 (A) \| \| 1979/80 \| Europapokal der Landesmeister \| Viertelfinale \| Hajduk Split \| (a)3:3(a) \| 1:0 (H) \| 2:3 (A) \| \| 1979/80 \| Europapokal der Landesmeister \| Halbfinale \| Real Madrid \| 5:3 \| 0:2 (A) \| 5:1 (H) \| \| 1979/80 \| Europapokal der Landesmeister \| Finale \| Nottingham Forest \| 0:1 \| 0:1 in Madrid \| 0:1 in Madrid \| \| 1980/81 \| UEFA-Pokal \| 1. Runde \| FK Sarajevo \| 7:5 \| 4:2 (H) \| 3:3 (A) \| \| 1980/81 \| UEFA-Pokal \| 2. Runde \| PSV Eindhoven \| 3:2 \| 1:1 (A) \| 2:1 (H) \| \| 1980/81 \| UEFA-Pokal \| 3. Runde \| AS Saint-Étienne \| 0:6 \| 0:5 (H) \| 0:1 (A) \| \| 1981/82 \| UEFA-Pokal \| 1. Runde \| FC Utrecht \| 6:4 \| 0:1 (H) \| 6:3 (A) \| \| 1981/82 \| UEFA-Pokal \| 2. Runde \| Girondins Bordeaux \| 3:2 \| 1:2 (A) \| 2:0 (H) \| \| 1981/82 \| UEFA-Pokal \| 3. Runde \| FC Aberdeen \| 5:4 \| 2:3 (A) \| 3:1 (H) \| \| 1981/82 \| UEFA-Pokal \| Viertelfinale \| Neuchâtel Xamax \| 3:2 \| 3:2 (H) \| 0:0 (A) \| \| 1981/82 \| UEFA-Pokal \| Halbfinale \| FK Radnički Niš \| 6:3 \| 1:2 (A) \| 5:1 (H) \| \| 1981/82 \| UEFA-Pokal \| Finale \| IFK Göteborg \| 0:4 \| 0:1 (A) \| 0:3 (H) \| \| 1982/83 \| Europapokal der Landesmeister \| 1. Runde \| BFC Dynamo \| 3:1 \| 1:1 (A) \| 2:0 (H) \| \| 1982/83 \| Europapokal der Landesmeister \| 2. Runde \| Olympiakos Piräus \| 5:0 \| 1:0 (H) \| 4:0 (A) \| \| 1982/83 \| Europapokal der Landesmeister \| Viertelfinale \| Dynamo Kiew \| 4:2 \| 3:0 (A) \| 1:2 (H) \| \| 1982/83 \| Europapokal der Landesmeister \| Halbfinale \| Real Sociedad \| 3:2 \| 1:1 (A) \| 2:1 (H) \| \| 1982/83 \| Europapokal der Landesmeister \| Finale \| Juventus Turin \| 1:0 \| 1:0 in Athen \| 1:0 in Athen \| \| 1983/84 \| Europapokal der Landesmeister \| 2. Runde \| Dinamo Bukarest \| 3:5 \| 0:3 (A) \| 3:2 (H) \| \| 1984/85 \| UEFA-Pokal \| 1. Runde \| FC Southampton \| 2:0 \| 0:0 (A) \| 2:0 (H) \| \| 1984/85 \| UEFA-Pokal \| 2. Runde \| ZSKA Sofia \| 6:1 \| 4:0 (H) \| 2:1 (A) \| \| 1984/85 \| UEFA-Pokal \| 3. Runde \| Inter Mailand \| (a)2:2(a) \| 2:1 (H) \| 0:1 (A) \| \| 1985/86 \| UEFA-Pokal \| 1. Runde \| Sparta Rotterdam \| 2:2 (3:4 i. E.) \| 0:2 (A) \| 2:0 n. V. (H) \| \| 1987/88 \| Europapokal der Pokalsieger \| 1. Runde \| FC Avenir Beggen \| 8:0 \| 5:0 (A) \| 3:0 (H) \| \| 1987/88 \| Europapokal der Pokalsieger \| 2. Runde \| Ajax Amsterdam \| 0:3 \| 0:1 (H) \| 0:2 (A) \| \| 1991/92 \| UEFA-Pokal \| 1. Runde \| Górnik Zabrze \| 4:1 \| 1:1 (H) \| 3:0 (A) \| \| 1991/92 \| UEFA-Pokal \| 2. Runde \| ZSKA Sofia \| 6:1 \| 2:0 (H) \| 4:1 (A) \| \| 1991/92 \| UEFA-Pokal \| 3. Runde \| SK Sigma MŽ Olmütz \| 2:6 \| 1:2 (H) \| 1:4 (A) \| \| 1996/97 \| UEFA-Pokal \| 1. Runde \| Celtic Glasgow \| 4:0 \| 2:0 (A) \| 2:0 (H) \| \| 1996/97 \| UEFA-Pokal \| 2. Runde \| Spartak Moskau \| 5:2 \| 3:0 (H) \| 2:2 (A) \| \| 1996/97 \| UEFA-Pokal \| 3. Runde \| AS Monaco \| 0:5 \| 0:3 (A) \| 0:2 (H) \| \| 2000/01 \| UEFA Champions League \| 3. Qualifikationsrunde \| Brøndby IF \| 2:0 \| 2:0 (A) \| 0:0 (H) \| \| 2000/01 \| UEFA Champions League \| 1. Gruppenphase \| Juventus Turin \| 7:5 \| 4:4 (H) \| 3:1 (A) \| \| 2000/01 \| UEFA Champions League \| 1. Gruppenphase \| Deportivo La Coruña \| 2:3 \| 1:2 (A) \| 1:1 (H) \| \| 2000/01 \| UEFA Champions League \| 1. Gruppenphase \| Panathinaikos Athen \| 0:1 \| 0:1 (H) \| 0:0 (H) \| \| 2000/01 \| UEFA-Pokal \| 3. Runde \| AS Rom \| 0:4 \| 0:1 (A) \| 0:3 (H) \| \| 2003/04 \| UEFA-Pokal \| 1. Runde \| Dnipro Dnipropetrowsk \| 2:4 \| 2:1 (H) \| 0:3 (A) \| \| 2005/06 \| UEFA-Pokal \| 1. Runde \| FC Kopenhagen \| 2:1 \| 1:1 (H) \| 1:0 (A) \| \| 2005/06 \| UEFA-Pokal \| Gruppenphase \| ZSKA Sofia \| 1:0 \| 1:0 (A) \| 1:0 (A) \| \| 2005/06 \| UEFA-Pokal \| Gruppenphase \| Viking Stavanger \| 2:0 \| 2:0 (H) \| 2:0 (H) \| \| 2005/06 \| UEFA-Pokal \| Gruppenphase \| AS Monaco \| 0:2 \| 0:2 (A) \| 0:2 (A) \| \| 2005/06 \| UEFA-Pokal \| Gruppenphase \| Slavia Prag \| 2:0 \| 2:0 (H) \| 2:0 (H) \| \| 2005/06 \| UEFA-Pokal \| Sechzehntelfinale \| FC Thun \| 2:1 \| 0:1 (A) \| 2:0 (H) \| \| 2005/06 \| UEFA-Pokal \| Achtelfinale \| Rapid Bukarest \| (a)3:3(a) \| 0:2 (A) \| 3:1 (H) \| \| 2006/07 \| UEFA Champions League \| 3. Qualifikationsrunde \| CA Osasuna \| (a)1:1(a) \| 0:0 (H) \| 1:1 (A) \| \| 2006/07 \| UEFA Champions League \| Gruppenphase \| FC Arsenal \| 2:5 \| 1:2 (H) \| 1:3 (A) \| \| 2006/07 \| UEFA Champions League \| Gruppenphase \| ZSKA Moskau \| 3:3 \| 0:1 (A) \| 3:2 (H) \| \| 2006/07 \| UEFA Champions League \| Gruppenphase \| FC Porto \| 2:7 \| 1:4 (A) \| 1:3 (H) \| \| 2007/08 \| UEFA-Pokal \| 2. Qualifikationsrunde \| Honvéd Budapest \| 4:0 \| 0:0 (A) \| 4:0 (H) \| \| 2007/08 \| UEFA-Pokal \| 1. Runde \| Litex Lowetsch \| 4:1 \| 1:0 (A) \| 3:1 (H) \| \| 2007/08 \| UEFA-Pokal \| Gruppenphase \| Brann Bergen \| 0:1 \| 0:1 (A) \| 0:1 (A) \| \| 2007/08 \| UEFA-Pokal \| Gruppenphase \| Stade Rennes \| 3:0 \| 3:0 (H) \| 3:0 (H) \| \| 2007/08 \| UEFA-Pokal \| Gruppenphase \| Dinamo Zagreb \| 2:0 \| 2:0 (A) \| 2:0 (A) \| \| 2007/08 \| UEFA-Pokal \| Gruppenphase \| FC Basel \| 1:1 \| 1:1 (H) \| 1:1 (H) \| \| 2007/08 \| UEFA-Pokal \| Sechzehntelfinale \| FC Zürich \| 3:1 \| 3:1 (A) \| 0:0 (H) \| \| 2007/08 \| UEFA-Pokal \| Achtelfinale \| Bayer 04 Leverkusen \| (a)3:3(a) \| 0:1 (A) \| 3:2 (H) \| \| 2008/09 \| UEFA-Pokal \| 1. Runde \| Unirea Urziceni \| 2:0 \| 0:0 (H) \| 2:0 (A) \| \| 2008/09 \| UEFA-Pokal \| Gruppenphase \| MŠK Žilina \| 2:1 \| 2:1 (A) \| 2:1 (A) \| \| 2008/09 \| UEFA-Pokal \| Gruppenphase \| Ajax Amsterdam \| 0:1 \| 0:1 (H) \| 0:1 (H) \| \| 2008/09 \| UEFA-Pokal \| Gruppenphase \| Slavia Prag \| 2:0 \| 2:0 (A) \| 2:0 (A) \| \| 2008/09 \| UEFA-Pokal \| Gruppenphase \| Aston Villa \| 3:1 \| 3:1 (H) \| 3:1 (H) \| \| 2008/09 \| UEFA-Pokal \| Sechzehntelfinale \| NEC Nijmegen \| 4:0 \| 3:0 (A) \| 1:0 (H) \| \| 2008/09 \| UEFA-Pokal \| Achtelfinale \| Galatasaray Istanbul \| 4:3 \| 1:1 (H) \| 3:2 (A) \| \| 2008/09 \| UEFA-Pokal \| Viertelfinale \| Manchester City \| 4:3 \| 3:1 (H) \| 1:2 (A) \| \| 2008/09 \| UEFA-Pokal \| Halbfinale \| Werder Bremen \| (a)3:3(a) \| 1:0 (A) \| 2:3 (H) \| \| 2009/10 \| UEFA Europa League \| 3. Qualifikationsrunde \| Randers FC \| 4:1 \| 4:0 (A) \| 0:1 (H) \| \| 2009/10 \| UEFA Europa League \| Play-offs \| EA Guingamp \| 8:2 \| 5:1 (A) \| 3:1 (H) \| \| 2009/10 \| UEFA Europa League \| Gruppenphase \| SK Rapid Wien \| 2:3 \| 0:3 (A) \| 2:0 (H) \| \| 2009/10 \| UEFA Europa League \| Gruppenphase \| Hapoel Tel Aviv \| 4:3 \| 4:2 (H) \| 0:1 (A) \| \| 2009/10 \| UEFA Europa League \| Gruppenphase \| Celtic Glasgow \| 1:0 \| 1:0 (A) \| 0:0 (H) \| \| 2009/10 \| UEFA Europa League \| Sechzehntelfinale \| PSV Eindhoven \| (a)3:3(a) \| 1:0 (H) \| 2:3 (A) \| \| 2009/10 \| UEFA Europa League \| Achtelfinale \| RSC Anderlecht \| 6:5 \| 3:1 (H) \| 3:4 (A) \| \| 2009/10 \| UEFA Europa League \| Viertelfinale \| Standard Lüttich \| 5:2 \| 2:1 (H) \| 3:1 (A) \| \| 2009/10 \| UEFA Europa League \| Halbfinale \| FC Fulham \| 1:2 \| 0:0 (H) \| 1:2 (A) \|Legende: (H) – Heimspiel, (A) – Auswärtsspiel, (N) – neutraler Platz, (a) – Auswärtstorregel, (i. E.) – im Elfmeterschießen, (n. V.) – nach Verlängerung |                                              |                                              |                                              |                                              |                                              |                                              |
| Saison | Wettbewerb                                   | Runde                                        | Gegner                                       | Gesamt                                       | Hin                                          | Rück                                         |
| 1961/62 | Europapokal der Landesmeister                | 1. Runde                                     | BSC Young Boys                               | 8:3                                          | 5:0 (A)                                      | 3:3 (H)                                      |
| 1961/62 | Europapokal der Landesmeister                | Viertelfinale                                | FC Burnley                                   | 5:4                                          | 1:3 (A)                                      | 4:1 (H)                                      |
| 1961/62 | Europapokal der Landesmeister                | Halbfinale                                   | FC Barcelona                                 | 2:3                                          | 0:1 (A)                                      | 2:1 (H)                                      |
| 1961/62 | Europapokal der Landesmeister                | Halbfinale                                   | FC Barcelona                                 | 2:3                                          | 0:1 in Brüssel                               |                                              |
| 1963/64 | Europapokal der Pokalsieger                  | Vorrunde                                     | US Luxemburg                                 | 7:2                                          | 4:0 (H)                                      | 3:2 (A)                                      |
| 1963/64 | Europapokal der Pokalsieger                  | 1. Runde                                     | FC Barcelona                                 | 7:6                                          | 4:4 (A)                                      | 0:0 (H)                                      |
| 1963/64 | Europapokal der Pokalsieger                  | 1. Runde                                     | FC Barcelona                                 | 7:6                                          | 3:2 in Lausanne                              |                                              |
| 1963/64 | Europapokal der Pokalsieger                  | Viertelfinale                                | Olympique Lyon                               | 1:3                                          | 1:1 (H)                                      | 0:2 (A)                                      |
| 1967/68 | Europapokal der Pokalsieger                  | 1. Runde                                     | Randers Freja                                | 7:3                                          | 5:3 (H)                                      | 2:0 (A)                                      |
| 1967/68 | Europapokal der Pokalsieger                  | 2. Runde                                     | Wisła Krakau                                 | 5:0                                          | 1:0 (A)                                      | 4:0 (H)                                      |
| 1967/68 | Europapokal der Pokalsieger                  | Viertelfinale                                | Olympique Lyon                               | 4:2                                          | 2:0 (H)                                      | 0:2 n. V. (A)                                |
| 1967/68 | Europapokal der Pokalsieger                  | Viertelfinale                                | Olympique Lyon                               | 4:2                                          | 2:0 in Hamburg                               |                                              |
| 1967/68 | Europapokal der Pokalsieger                  | Halbfinale                                   | Cardiff City                                 | 4:3                                          | 1:1 (H)                                      | 3:2 (A)                                      |
| 1967/68 | Europapokal der Pokalsieger                  | Finale                                       | AC Mailand                                   | 0:2                                          | 0:2 in Rotterdam                             | 0:2 in Rotterdam                             |
| 1968/69 | Messestädte-Pokal                            | 1. Runde                                     | FC Metz                                      | 7:3                                          | 4:1 (A)                                      | 3:2 (H)                                      |
| 1968/69 | Messestädte-Pokal                            | 2. Runde                                     | Slavia Prag                                  | 5:4                                          | 4:1 (H)                                      | 1:3 (A)                                      |
| 1968/69 | Messestädte-Pokal                            | 3. Runde                                     | Hibernian Edinburgh                          | (a)2:2(a)                                    | 1:0 (H)                                      | 1:2 (A)                                      |
| 1968/69 | Messestädte-Pokal                            | Viertelfinale                                | Göztepe İzmir                                |                                              | Rückzug                                      | Rückzug                                      |
| 1970/71 | Messestädte-Pokal                            | 1. Runde                                     | KAA Gent                                     | 8:1                                          | 1:0 (A)                                      | 7:1 (H)                                      |
| 1970/71 | Messestädte-Pokal                            | 2. Runde                                     | Dinamo Zagreb                                | 1:4                                          | 0:4 (A)                                      | 1:0 (H)                                      |
| 1971/72 | UEFA-Pokal                                   | 1. Runde                                     | FC St. Johnstone                             | 2:4                                          | 2:1 (H)                                      | 0:3 (A)                                      |
| 1974/75 | UEFA-Pokal                                   | 1. Runde                                     | Bohemians Dublin                             | 4:0                                          | 3:0 (H)                                      | 1:0 (A)                                      |
| 1974/75 | UEFA-Pokal                                   | 2. Runde                                     | Steagul Roșu Brașov                          | 10:1                                         | 8:0 (H)                                      | 2:1 (A)                                      |
| 1974/75 | UEFA-Pokal                                   | 3. Runde                                     | Dynamo Dresden                               | 6:3                                          | 4:1 (H)                                      | 2:2 (A)                                      |
| 1974/75 | UEFA-Pokal                                   | Viertelfinale                                | Juventus Turin                               | 0:2                                          | 0:2 (A)                                      | 0:0 (A)                                      |
| 1975/76 | UEFA-Pokal                                   | 1. Runde                                     | BSC Young Boys                               | 4:2                                          | 0:0 (A)                                      | 4:2 (H)                                      |
| 1975/76 | UEFA-Pokal                                   | 2. Runde                                     | Roter Stern Belgrad                          | 5:1                                          | 1:1 (A)                                      | 4:0 (H)                                      |
| 1975/76 | UEFA-Pokal                                   | 3. Runde                                     | FC Porto                                     | 3:2                                          | 2:0 (H)                                      | 1:2 (A)                                      |
| 1975/76 | UEFA-Pokal                                   | Viertelfinale                                | FKS Stal Mielec                              | 2:1                                          | 1:1 (H)                                      | 1:0 (A)                                      |
| 1975/76 | UEFA-Pokal                                   | Halbfinale                                   | FC Brügge                                    | 1:2                                          | 1:1 (H)                                      | 0:1 (A)                                      |
| 1976/77 | Europapokal der Pokalsieger                  | 1. Runde                                     | ÍB Keflavík                                  | 4:1                                          | 3:0 (H)                                      | 1:1 (A)                                      |
| 1976/77 | Europapokal der Pokalsieger                  | 2. Runde                                     | Heart of Midlothian                          | 8:3                                          | 4:2 (H)                                      | 4:1 (A)                                      |
| 1976/77 | Europapokal der Pokalsieger                  | Viertelfinale                                | MTK-VM SK Budapest                           | 5:2                                          | 1:1 (A)                                      | 4:1 (H)                                      |
| 1976/77 | Europapokal der Pokalsieger                  | Halbfinale                                   | Atlético Madrid                              | 4:3                                          | 1:3 (A)                                      | 3:0 (H)                                      |
| 1976/77 | Europapokal der Pokalsieger                  | Finale                                       | RSC Anderlecht                               | 2:0                                          | 2:0 in Amsterdam                             | 2:0 in Amsterdam                             |
| 1977/78 | Europapokal der Pokalsieger                  | 1. Runde                                     | Lahden Reipas                                | 13:3                                         | 8:1 (H)                                      | 5:2 (A)                                      |
| 1977/78 | Europapokal der Pokalsieger                  | 2. Runde                                     | RSC Anderlecht                               | 2:3                                          | 1:2 (H)                                      | 1:1 (A)                                      |
| 1979/80 | Europapokal der Landesmeister                | 1. Runde                                     | Valur Reykjavík                              | 5:1                                          | 3:0 (A)                                      | 2:1 (H)                                      |
| 1979/80 | Europapokal der Landesmeister                | 2. Runde                                     | Dinamo Tiflis                                | 6:3                                          | 3:1 (H)                                      | 3:2 (A)                                      |
| 1979/80 | Europapokal der Landesmeister                | Viertelfinale                                | Hajduk Split                                 | (a)3:3(a)                                    | 1:0 (H)                                      | 2:3 (A)                                      |
| 1979/80 | Europapokal der Landesmeister                | Halbfinale                                   | Real Madrid                                  | 5:3                                          | 0:2 (A)                                      | 5:1 (H)                                      |
| 1979/80 | Europapokal der Landesmeister                | Finale                                       | Nottingham Forest                            | 0:1                                          | 0:1 in Madrid                                | 0:1 in Madrid                                |
| 1980/81 | UEFA-Pokal                                   | 1. Runde                                     | FK Sarajevo                                  | 7:5                                          | 4:2 (H)                                      | 3:3 (A)                                      |
| 1980/81 | UEFA-Pokal                                   | 2. Runde                                     | PSV Eindhoven                                | 3:2                                          | 1:1 (A)                                      | 2:1 (H)                                      |
| 1980/81 | UEFA-Pokal                                   | 3. Runde                                     | AS Saint-Étienne                             | 0:6                                          | 0:5 (H)                                      | 0:1 (A)                                      |
| 1981/82 | UEFA-Pokal                                   | 1. Runde                                     | FC Utrecht                                   | 6:4                                          | 0:1 (H)                                      | 6:3 (A)                                      |
| 1981/82 | UEFA-Pokal                                   | 2. Runde                                     | Girondins Bordeaux                           | 3:2                                          | 1:2 (A)                                      | 2:0 (H)                                      |
| 1981/82 | UEFA-Pokal                                   | 3. Runde                                     | FC Aberdeen                                  | 5:4                                          | 2:3 (A)                                      | 3:1 (H)                                      |
| 1981/82 | UEFA-Pokal                                   | Viertelfinale                                | Neuchâtel Xamax                              | 3:2                                          | 3:2 (H)                                      | 0:0 (A)                                      |
| 1981/82 | UEFA-Pokal                                   | Halbfinale                                   | FK Radnički Niš                              | 6:3                                          | 1:2 (A)                                      | 5:1 (H)                                      |
| 1981/82 | UEFA-Pokal                                   | Finale                                       | IFK Göteborg                                 | 0:4                                          | 0:1 (A)                                      | 0:3 (H)                                      |
| 1982/83 | Europapokal der Landesmeister                | 1. Runde                                     | BFC Dynamo                                   | 3:1                                          | 1:1 (A)                                      | 2:0 (H)                                      |
| 1982/83 | Europapokal der Landesmeister                | 2. Runde                                     | Olympiakos Piräus                            | 5:0                                          | 1:0 (H)                                      | 4:0 (A)                                      |
| 1982/83 | Europapokal der Landesmeister                | Viertelfinale                                | Dynamo Kiew                                  | 4:2                                          | 3:0 (A)                                      | 1:2 (H)                                      |
| 1982/83 | Europapokal der Landesmeister                | Halbfinale                                   | Real Sociedad                                | 3:2                                          | 1:1 (A)                                      | 2:1 (H)                                      |
| 1982/83 | Europapokal der Landesmeister                | Finale                                       | Juventus Turin                               | 1:0                                          | 1:0 in Athen                                 | 1:0 in Athen                                 |
| 1983/84 | Europapokal der Landesmeister                | 2. Runde                                     | Dinamo Bukarest                              | 3:5                                          | 0:3 (A)                                      | 3:2 (H)                                      |
| 1984/85 | UEFA-Pokal                                   | 1. Runde                                     | FC Southampton                               | 2:0                                          | 0:0 (A)                                      | 2:0 (H)                                      |
| 1984/85 | UEFA-Pokal                                   | 2. Runde                                     | ZSKA Sofia                                   | 6:1                                          | 4:0 (H)                                      | 2:1 (A)                                      |
| 1984/85 | UEFA-Pokal                                   | 3. Runde                                     | Inter Mailand                                | (a)2:2(a)                                    | 2:1 (H)                                      | 0:1 (A)                                      |
| 1985/86 | UEFA-Pokal                                   | 1. Runde                                     | Sparta Rotterdam                             | 2:2 (3:4 i. E.)                              | 0:2 (A)                                      | 2:0 n. V. (H)                                |
| 1987/88 | Europapokal der Pokalsieger                  | 1. Runde                                     | FC Avenir Beggen                             | 8:0                                          | 5:0 (A)                                      | 3:0 (H)                                      |
| 1987/88 | Europapokal der Pokalsieger                  | 2. Runde                                     | Ajax Amsterdam                               | 0:3                                          | 0:1 (H)                                      | 0:2 (A)                                      |
| 1991/92 | UEFA-Pokal                                   | 1. Runde                                     | Górnik Zabrze                                | 4:1                                          | 1:1 (H)                                      | 3:0 (A)                                      |
| 1991/92 | UEFA-Pokal                                   | 2. Runde                                     | ZSKA Sofia                                   | 6:1                                          | 2:0 (H)                                      | 4:1 (A)                                      |
| 1991/92 | UEFA-Pokal                                   | 3. Runde                                     | SK Sigma MŽ Olmütz                           | 2:6                                          | 1:2 (H)                                      | 1:4 (A)                                      |
| 1996/97 | UEFA-Pokal                                   | 1. Runde                                     | Celtic Glasgow                               | 4:0                                          | 2:0 (A)                                      | 2:0 (H)                                      |
| 1996/97 | UEFA-Pokal                                   | 2. Runde                                     | Spartak Moskau                               | 5:2                                          | 3:0 (H)                                      | 2:2 (A)                                      |
| 1996/97 | UEFA-Pokal                                   | 3. Runde                                     | AS Monaco                                    | 0:5                                          | 0:3 (A)                                      | 0:2 (H)                                      |
| 2000/01 | UEFA Champions League                        | 3. Qualifikationsrunde                       | Brøndby IF                                   | 2:0                                          | 2:0 (A)                                      | 0:0 (H)                                      |
| 2000/01 | UEFA Champions League                        | 1. Gruppenphase                              | Juventus Turin                               | 7:5                                          | 4:4 (H)                                      | 3:1 (A)                                      |
| 2000/01 | UEFA Champions League                        | 1. Gruppenphase                              | Deportivo La Coruña                          | 2:3                                          | 1:2 (A)                                      | 1:1 (H)                                      |
| 2000/01 | UEFA Champions League                        | 1. Gruppenphase                              | Panathinaikos Athen                          | 0:1                                          | 0:1 (H)                                      | 0:0 (H)                                      |
| 2000/01 | UEFA-Pokal                                   | 3. Runde                                     | AS Rom                                       | 0:4                                          | 0:1 (A)                                      | 0:3 (H)                                      |
| 2003/04 | UEFA-Pokal                                   | 1. Runde                                     | Dnipro Dnipropetrowsk                        | 2:4                                          | 2:1 (H)                                      | 0:3 (A)                                      |
| 2005/06 | UEFA-Pokal                                   | 1. Runde                                     | FC Kopenhagen                                | 2:1                                          | 1:1 (H)                                      | 1:0 (A)                                      |
| 2005/06 | UEFA-Pokal                                   | Gruppenphase                                 | ZSKA Sofia                                   | 1:0                                          | 1:0 (A)                                      | 1:0 (A)                                      |
| 2005/06 | UEFA-Pokal                                   | Gruppenphase                                 | Viking Stavanger                             | 2:0                                          | 2:0 (H)                                      | 2:0 (H)                                      |
| 2005/06 | UEFA-Pokal                                   | Gruppenphase                                 | AS Monaco                                    | 0:2                                          | 0:2 (A)                                      | 0:2 (A)                                      |
| 2005/06 | UEFA-Pokal                                   | Gruppenphase                                 | Slavia Prag                                  | 2:0                                          | 2:0 (H)                                      | 2:0 (H)                                      |
| 2005/06 | UEFA-Pokal                                   | Sechzehntelfinale                            | FC Thun                                      | 2:1                                          | 0:1 (A)                                      | 2:0 (H)                                      |
| 2005/06 | UEFA-Pokal                                   | Achtelfinale                                 | Rapid Bukarest                               | (a)3:3(a)                                    | 0:2 (A)                                      | 3:1 (H)                                      |
| 2006/07 | UEFA Champions League                        | 3. Qualifikationsrunde                       | CA Osasuna                                   | (a)1:1(a)                                    | 0:0 (H)                                      | 1:1 (A)                                      |
| 2006/07 | UEFA Champions League                        | Gruppenphase                                 | FC Arsenal                                   | 2:5                                          | 1:2 (H)                                      | 1:3 (A)                                      |
| 2006/07 | UEFA Champions League                        | Gruppenphase                                 | ZSKA Moskau                                  | 3:3                                          | 0:1 (A)                                      | 3:2 (H)                                      |
| 2006/07 | UEFA Champions League                        | Gruppenphase                                 | FC Porto                                     | 2:7                                          | 1:4 (A)                                      | 1:3 (H)                                      |
| 2007/08 | UEFA-Pokal                                   | 2. Qualifikationsrunde                       | Honvéd Budapest                              | 4:0                                          | 0:0 (A)                                      | 4:0 (H)                                      |
| 2007/08 | UEFA-Pokal                                   | 1. Runde                                     | Litex Lowetsch                               | 4:1                                          | 1:0 (A)                                      | 3:1 (H)                                      |
| 2007/08 | UEFA-Pokal                                   | Gruppenphase                                 | Brann Bergen                                 | 0:1                                          | 0:1 (A)                                      | 0:1 (A)                                      |
| 2007/08 | UEFA-Pokal                                   | Gruppenphase                                 | Stade Rennes                                 | 3:0                                          | 3:0 (H)                                      | 3:0 (H)                                      |
| 2007/08 | UEFA-Pokal                                   | Gruppenphase                                 | Dinamo Zagreb                                | 2:0                                          | 2:0 (A)                                      | 2:0 (A)                                      |
| 2007/08 | UEFA-Pokal                                   | Gruppenphase                                 | FC Basel                                     | 1:1                                          | 1:1 (H)                                      | 1:1 (H)                                      |
| 2007/08 | UEFA-Pokal                                   | Sechzehntelfinale                            | FC Zürich                                    | 3:1                                          | 3:1 (A)                                      | 0:0 (H)                                      |
| 2007/08 | UEFA-Pokal                                   | Achtelfinale                                 | Bayer 04 Leverkusen                          | (a)3:3(a)                                    | 0:1 (A)                                      | 3:2 (H)                                      |
| 2008/09 | UEFA-Pokal                                   | 1. Runde                                     | Unirea Urziceni                              | 2:0                                          | 0:0 (H)                                      | 2:0 (A)                                      |
| 2008/09 | UEFA-Pokal                                   | Gruppenphase                                 | MŠK Žilina                                   | 2:1                                          | 2:1 (A)                                      | 2:1 (A)                                      |
| 2008/09 | UEFA-Pokal                                   | Gruppenphase                                 | Ajax Amsterdam                               | 0:1                                          | 0:1 (H)                                      | 0:1 (H)                                      |
| 2008/09 | UEFA-Pokal                                   | Gruppenphase                                 | Slavia Prag                                  | 2:0                                          | 2:0 (A)                                      | 2:0 (A)                                      |
| 2008/09 | UEFA-Pokal                                   | Gruppenphase                                 | Aston Villa                                  | 3:1                                          | 3:1 (H)                                      | 3:1 (H)                                      |
| 2008/09 | UEFA-Pokal                                   | Sechzehntelfinale                            | NEC Nijmegen                                 | 4:0                                          | 3:0 (A)                                      | 1:0 (H)                                      |
| 2008/09 | UEFA-Pokal                                   | Achtelfinale                                 | Galatasaray Istanbul                         | 4:3                                          | 1:1 (H)                                      | 3:2 (A)                                      |
| 2008/09 | UEFA-Pokal                                   | Viertelfinale                                | Manchester City                              | 4:3                                          | 3:1 (H)                                      | 1:2 (A)                                      |
| 2008/09 | UEFA-Pokal                                   | Halbfinale                                   | Werder Bremen                                | (a)3:3(a)                                    | 1:0 (A)                                      | 2:3 (H)                                      |
| 2009/10 | UEFA Europa League                           | 3. Qualifikationsrunde                       | Randers FC                                   | 4:1                                          | 4:0 (A)                                      | 0:1 (H)                                      |
| 2009/10 | UEFA Europa League                           | Play-offs                                    | EA Guingamp                                  | 8:2                                          | 5:1 (A)                                      | 3:1 (H)                                      |
| 2009/10 | UEFA Europa League                           | Gruppenphase                                 | SK Rapid Wien                                | 2:3                                          | 0:3 (A)                                      | 2:0 (H)                                      |
| 2009/10 | UEFA Europa League                           | Gruppenphase                                 | Hapoel Tel Aviv                              | 4:3                                          | 4:2 (H)                                      | 0:1 (A)                                      |
| 2009/10 | UEFA Europa League                           | Gruppenphase                                 | Celtic Glasgow                               | 1:0                                          | 1:0 (A)                                      | 0:0 (H)                                      |
| 2009/10 | UEFA Europa League                           | Sechzehntelfinale                            | PSV Eindhoven                                | (a)3:3(a)                                    | 1:0 (H)                                      | 2:3 (A)                                      |
| 2009/10 | UEFA Europa League                           | Achtelfinale                                 | RSC Anderlecht                               | 6:5                                          | 3:1 (H)                                      | 3:4 (A)                                      |
| 2009/10 | UEFA Europa League                           | Viertelfinale                                | Standard Lüttich                             | 5:2                                          | 2:1 (H)                                      | 3:1 (A)                                      |
| 2009/10 | UEFA Europa League                           | Halbfinale                                   | FC Fulham                                    | 1:2                                          | 0:0 (H)                                      | 1:2 (A)                                      |

## Endspiele

### Deutsche Meisterschaft

#### Endspiel 1922
| Hamburger SV – 1. FC Nürnberg 2:2 n. V. (2:2, 1:2) | |
| Austragungsort                                     | Grunewaldstadion, Berlin, 18. Juni 1922, 30.000 Zuschauer |
| Aufstellung                                        | Hans Martens – Albert Beier, Gustav Schmerbach – Hans Flohr, Asbjørn Halvorsen, Hans Krohn – Walter Kolzen, Ludwig Breuel, Otto Harder, Karl Schneider, Hans Rave |
| Trainer                                            | Rudolf Agte |
| Tore                                               | 1:0 Rave (19.), 1:1 Träg (20.), 1:2 Popp (30.), 2:2 Flohr (86.)                                                                                                   |

Wiederholungsspiel
| Hamburger SV – 1. FC Nürnberg 1:1 n. V. (1:1, 0:0) | |
| Austragungsort                                     | VfB-Stadion, Leipzig, 6. August 1922, 50.000 Zuschauer |
| Aufstellung                                        | Hans Martens – Albert Beier, Rudolf Agte – Hans Flohr, Asbjørn Halvorsen, Hans Krohn – Walter Kolzen, Ludwig Breuel, Otto Harder, Karl Schneider, Hans Rave |
| Trainer                                            | Rudolf Agte mit Johannes Wensien |
| Tore                                               | 0:1 Träg (48.), 1:1 Schneider (69.) |

#### Endspiel 1923
| Hamburger SV – Union Oberschöneweide 3:0 (1:0) | |
| Austragungsort                                 | Grunewaldstadion, Berlin, 10. Juni 1923, 64.000 Zuschauer |
| Aufstellung                                    | Hans Martens – Albert Beier, Ernst Marcel Speyer – Otto Carlsson, Asbjørn Halvorsen, Hans Krohn – Walter Kolzen, Ludwig Breuel, Otto Harder, Karl Schneider, Hans Rave |
| Trainer                                        | A. W. Turner |
| Tore                                           | 1:0 Harder (34.), 2:0 Breuel (70.), 3:0 Schneider (90.) |

#### Endspiel 1924
| 1. FC Nürnberg – Hamburger SV 2:0 (1:0) | |
| Austragungsort                          | Grunewaldstadion, Berlin, 9. Juni 1924, 30.000 Zuschauer                                                                                                |
| Aufstellung                             | Hans Martens – Albert Beier, Walter Risse – Hans Lang, Asbjørn Halvorsen, Hans Krohn – Walter Kolzen, Hugo Fick, Otto Harder, Karl Schneider, Hans Rave |
| Trainer                                 | Rudolf Agte |
| Tore                                    | 1:0 Hochgesang (30.), 2:0 Strobel (87.) |

#### Endspiel 1928
| Hamburger SV – Hertha BSC 5:2 (3:1) | |
| Austragungsort                      | Altonaer Stadion, Altona, 29. Juli 1928, 42.000 Zuschauer |
| Aufstellung                         | Wilhelm Blunk – Albert Beier, Walter Risse – Hans Lang, Asbjørn Halvorsen, Otto Carlsson – Walter Kolzen, Heinrich Ziegenspeck, Otto Harder, Franz Horn, Hans Rave |
| Trainer                             | Rudolf Agte |
| Tore                                | 1:0 Harder (7.), 2:0 Rave (17.), 3:0 Kolzen (20.), 3:1 Kirsei (24.), 4:1 Horn (57.), 5:1 Kolzen (64.), 5:2 Grenzel (75.)                                           |

#### Endspiel 1957
| Borussia Dortmund – Hamburger SV 4:1 (3:1) | |
| Austragungsort                             | Niedersachsenstadion, Hannover, 23. Juni 1957, 76.000 Zuschauer |
| Aufstellung                                | Horst Schnoor – Rolf Börner, Josef Posipal – Jürgen Werner, Jochenfritz Meinke, Karl-Heinz Liese – Walter Schemel, Uwe Reuter, Uwe Seeler, Gerhard Krug, Franz Klepacz |
| Trainer                                    | Günter Mahlmann |
| Tore                                       | 1:0 Kelbassa (16.), 1:1 Krug (24.), 2:1 Kelbassa (25.), 3:1 Niepieklo (26.), 4:1 Niepieklo (78.)                                                                       |

#### Endspiel 1958
| FC Schalke 04 – Hamburger SV 3:0 (2:0) | |
| Austragungsort                         | Niedersachsenstadion, Hannover, 18. Mai 1958, 81.000 Zuschauer |
| Aufstellung                            | Horst Schnoor – Günter Schlegel, Franz Klepacz – Jürgen Werner, Josef Posipal, Jochenfritz Meinke – Gerhard Krug, Klaus Stürmer, Uwe Seeler, Erwin Piechowiak, Uwe Reuter |
| Trainer                                | Günter Mahlmann |
| Tore                                   | 1:0 Klodt (5.), 2:0 Klodt (30.), 3:0 Kreuz (81.) |

#### Endspiel 1960
| Hamburger SV – 1. FC Köln 3:2 (0:0) | |
| Austragungsort                      | Waldstadion, Frankfurt, 25. Juni 1960, 71.000 Zuschauer |
| Aufstellung                         | Horst Schnoor – Erwin Piechowiak, Gerhard Krug – Jürgen Werner, Jochenfritz Meinke, Dieter Seeler – Klaus Neisner, Horst Dehn, Uwe Seeler, Klaus Stürmer, Gert Dörfel |
| Trainer                             | Günter Mahlmann |
| Tore                                | 0:1 Breuer (53.), 1:1 U. Seeler (53.), 2:1 Dörfel (81.), 2:2 Müller (85.), 3:2 U. Seeler (86.)                                                                        |

### DFB-Pokal

#### Endspiel 1956
| Karlsruher SC – Hamburger SV 3:1 (1:1) | |
| Austragungsort                         | Wildparkstadion, Karlsruhe, 5. August 1956, 25.000 Zuschauer |
| Aufstellung                            | Horst Schnoor – Walter Schemel. Franz Klepacz – Jochenfritz Meinke, Josef Posipal, Karl-Heinz Liese – Gerhard Krug, Klaus Stürmer, Uwe Seeler, Günter Schlegel, Uwe Reuter |
| Trainer                                | Günter Mahlmann |
| Tore                                   | 0:1 Seeler (16.), 1:1 Termath (40.), 2:1 Termath (63.), 3:1 Kohn (87.) |

#### Endspiel 1963
| Hamburger SV – Borussia Dortmund 3:0 (2:0) | |
| Austragungsort                             | Niedersachsenstadion, Hannover, 14. August 1963, 68.000 Zuschauer                                                                                                   |
| Aufstellung                                | Horst Schnoor – Gerhard Krug, Jürgen Kurbjuhn – Willi Giesemann, Hubert Stapelfeldt, Dieter Seeler – Fritz Boyens, Peter Wulf, Uwe Seeler, Ernst Kreuz, Gert Dörfel |
| Trainer                                    | Martin Wilke |
| Tore                                       | 1:0 Seeler (31.), 2:0 Seeler (33.), 3:0 Seeler (84.) |

#### Endspiel 1967
| FC Bayern München – Hamburger SV 4:0 (1:0) | |
| Austragungsort                             | Neckarstadion, Stuttgart, 10. Juni 1967, 67.000 Zuschauer |
| Aufstellung                                | Horst Schnoor – Willi Schulz – Dieter Strauß, Helmut Sandmann, Egon Horst, Jürgen Kurbjuhn – Manfred Pohlschmidt, Hans Schulz – Bernd Dörfel, Uwe Seeler, Gert Dörfel |
| Trainer                                    | Josef Schneider |
| Tore                                       | 1:0 Müller (23.), 2:0 Ohlhauser (72.), 3:0 Müller (76.), 4:0 Brenninger (85. Foulelfmeter)                                                                            |

#### Endspiel 1974
| Eintracht Frankfurt – Hamburger SV 3:1 n. V. (1:1, 1:0) | |
| Austragungsort                                          | Rheinstadion, Düsseldorf, 17. August 1974, 53.000 Zuschauer |
| Aufstellung                                             | Rudi Kargus – Manfred Kaltz, Peter Nogly, Klaus Winkler, Hans-Jürgen Ripp – Ole Bjørnmose, Klaus Zaczyk, Peter Krobbach (68. Kurt Eigl) – Hans-Jürgen Sperlich, Horst Bertl (68. Willi Reimann), Georg Volkert |
| Trainer                                                 | Kuno Klötzer |
| Tore                                                    | 1:0 Trinklein (40.), 1:1 Bjørnmose (75.), 2:1 Hölzenbein (96.), 3:1 Kraus (115.) |

#### Endspiel 1976
| Hamburger SV – 1. FC Kaiserslautern 2:0 (2:0) | |
| Austragungsort                                | Waldstadion, Frankfurt, 26. Juni 1976, 61.000 Zuschauer |
| Aufstellung                                   | Rudi Kargus – Manfred Kaltz, Horst Blankenburg, Peter Nogly, Peter Hidien – Caspar Memering, Klaus Zaczyk (62. Hans-Jürgen Sperlich), Kurt Eigl – Willi Reimann, Ole Bjørnmose, Georg Volkert |
| Trainer                                       | Kuno Klötzer |
| Tore                                          | 1:0 Nogly (22.), 2:0 Bjørnmose (37.) |

#### Endspiel 1987
| Hamburger SV – Stuttgarter Kickers 3:1 (1:1) | |
| Austragungsort                               | Olympiastadion, Berlin, 20. Juni 1987, 78.000 Zuschauer |
| Aufstellung                                  | Ulrich Stein – Ditmar Jakobs – Dietmar Beiersdorfer, Tobias Homp – Manfred Kaltz, Thomas Kroth, Sascha Jusufi (67. Frank Schmöller), Peter Lux – Thomas von Heesen – Manfred Kastl, Mirosław Okoński |
| Trainer                                      | Ernst Happel |
| Tore                                         | 0:1 Kurtenbach (12.), 1:1 Beiersdorfer (15.), 2:1 Kaltz (88.), 3:1 Schlotterbeck (90. Eigentor) |

### Europapokal der Landesmeister

#### Endspiel 1980
| Nottingham Forest – Hamburger SV 1:0 (1:0) | |
| Austragungsort                             | Estadio Santiago Bernabéu, Madrid, 28. Mai 1980, 50.000 Zuschauer |
| Aufstellung                                | Rudi Kargus – Peter Nogly – Manfred Kaltz, Ivan Buljan, Ditmar Jakobs – Kevin Keegan, Holger Hieronymus (46. Horst Hrubesch), Felix Magath, Caspar Memering – Willi Reimann, Jürgen Milewski |
| Trainer                                    | Branko Zebec |
| Tore                                       | 1:0 John Robertson (20.) |

#### Endspiel 1983
| Hamburger SV – Juventus Turin 1:0 (1:0) | |
| Austragungsort                          | Olympiastadion, Athen, 25. Mai 1983, 75.000 Zuschauer |
| Aufstellung                             | Ulrich Stein – Holger Hieronymus – Manfred Kaltz, Ditmar Jakobs, Bernd Wehmeyer – Wolfgang Rolff, Jürgen Groh, Felix Magath, Jürgen Milewski – Horst Hrubesch, Lars Bastrup (56. Thomas von Heesen) |
| Trainer                                 | Ernst Happel |
| Tore                                    | 1:0 Magath (8.) |

### Europapokal der Pokalsieger

#### Endspiel 1968
| AC Mailand – Hamburger SV 2:0 (2:0) | |
| Austragungsort                      | De Kuip, Rotterdam, 23. Mai 1968, 53.276 Zuschauer |
| Aufstellung                         | Özcan Arkoç – Helmut Sandmann, Egon Horst, Willi Schulz, Jürgen Kurbjuhn – Holger Dieckmann, Werner Krämer, Franz-Josef Hönig – Bernd Dörfel, Uwe Seeler, Gert Dörfel |
| Trainer                             | Kurt Koch |
| Tore                                | 1:0 Pierino Prati (3.), 2:0 Kurt Hamrin (19.) |

#### Endspiel 1977
| Hamburger SV – RSC Anderlecht 2:0 (0:0) | |
| Austragungsort                          | Olympiastadion, Amsterdam, 11. Mai 1977, 65.000 Zuschauer |
| Aufstellung                             | Rudi Kargus – Hans-Jürgen Ripp – Manfred Kaltz, Peter Nogly, Peter Hidien – Caspar Memering, Felix Magath – Arno Steffenhagen, Willi Reimann, Ferdinand Keller, Georg Volkert |
| Trainer                                 | Kuno Klötzer |
| Tore                                    | 1:0 Volkert (80.), 2:0 Magath (90.) |

### UEFA-Pokal

#### Endspiele 1982
| IFK Göteborg – Hamburger SV 1:0 (0:0) | |
| Austragungsort                        | Ullevi, Göteborg, 5. Mai 1982, 42.548 Zuschauer |
| Aufstellung                           | Ulrich Stein – Holger Hieronymus – Manfred Kaltz, Ditmar Jakobs, Jürgen Groh – Bernd Wehmeyer, Jimmy Hartwig, Felix Magath, Thomas von Heesen (83. Caspar Memering) – Horst Hrubesch, Lars Bastrup |
| Trainer                               | Ernst Happel |
| Tore                                  | 1:0 Holmgren (88.) |

| Hamburger SV – IFK Göteborg 0:3 (0:1) | |
| Austragungsort                        | Volksparkstadion, Hamburg, 19. Mai 1982, 61.000 Zuschauer |
| Aufstellung                           | Ulrich Stein – Holger Hieronymus – Manfred Kaltz (76. Peter Hidien), Jürgen Groh, Bernd Wehmeyer – Jimmy Hartwig, Felix Magath, Caspar Memering, Thomas von Heesen – Lars Bastrup, Horst Hrubesch |
| Trainer                               | Ernst Happel |
| Tore                                  | 0:1 Corneliusson (26.), 0:2 Nilsson (61.), 0:3 Fredriksson (66. Foulelfmeter) |

### Weltpokal
| Grêmio Porto Alegre – Hamburger SV 2:1 n. V. (1:1, 1:0) | |
| Austragungsort                                          | Tokio, 11. Dezember 1983, 62.000 Zuschauer |
| Aufstellung                                             | Ulrich Stein - Bernd Wehmeyer, Ditmar Jakobs, Holger Hieronymus, Michael Schröder - Jimmy Hartwig, Jürgen Groh, Wolfgang Rolff, Felix Magath – Allan Hansen, Wolfram Wuttke |
| Trainer                                                 | Ernst Happel |
| Tore                                                    | 1:0 Renato Gaúcho, 1:1 Michael Schröder, 2:1 Renato Gaucho |

## Personen

### Präsidenten und Vorstandsvorsitzende
Die folgende Liste enthält die bisherigen Vereinsvorsitzenden samt deren Bezeichnung.
1. Vorsitzender
- Otto Wulf: Jun. 1919 – Aug. 1919
- Johannes Lenzen: Aug. 1919 – Dez. 1919
- Henry Barrelet: Dez. 1919 – Apr. 1920
- Otto Wulf: Apr. 1920 – Jun. 1920
- Walter Möller: Jun. 1920 – Dez. 1920
- Henry Barrelet: Dez. 1920 – Okt. 1921
- Paul Hauenschild: Okt. 1921 – Aug. 1922
- Carl Staelin: Aug. 1922 – Okt. 1924
- Arthur von Seckendorf: Okt. 1924 – Nov. 1925
- Carl Staelin: Nov. 1925 – Jan. 1927
- Arthur von Seckendorf: Jan. 1927 – Okt. 1927
- Paul Hauenschild: Okt. 1927 – Feb. 1928
- Emil Martens:[21] Feb. 1928 – Jan. 1934

Vereinsführer
- Otto Schwabe: Jan. 1934 – Jun. 1935
- Karl Mechlen: Jun. 1935 – Sep. 1937
- Hellmuth Schwarz: Sep. 1937 – Jul. 1941
- Karl Mechlen: Jul. 1941 – Apr. 1949

1. Vorsitzender
- Paul Hauenschild: Apr. 1949 – Jan. 1950
- Carl Compart: Jan. 1950 – Jan. 1951

Präsident
- Carl-Heinz Mahlmann: Jan. 1951 – Nov. 1965
- Karl Mechlen: Jan. 1966 – Dez. 1968
- Horst Barrelet: Dez. 1968 – Nov. 1973
- Peter Krohn: Nov. 1973 – Jun. 1975
- Paul Benthien: Jun. 1975 – Dez. 1979
- Wolfgang Klein: Dez. 1979 – Nov. 1987
- Ernst Naumann: Nov. 1987 – Jan. 1990
- Horst Becker: Jan. 1990 – Nov. 1990
- Jürgen Hunke: Nov. 1990 – Okt. 1993
- Ronald Wulff: Okt. 1993 – Okt. 1995
- Uwe Seeler: Okt. 1995 – Jun. 1998

Vorstandsvorsitzender
- Werner Hackmann *: Jun. 1998 – Okt. 1998
- Rolf Mares: Okt. 1998 – Jul. 1999
- Werner Hackmann: Jul. 1999 – Okt. 2002
- Ronald Wulff *: Okt. 2002 – Jan. 2003
- Bernd Hoffmann: Jan. 2003 – Mär. 2011
- Carl-Edgar Jarchow: Mär. 2011 – Jan. 2015

Präsident
- Jens Meier: Jan. 2015 – Feb. 2018
- Bernd Hoffmann: Feb. 2018 – Sep. 2018
- Marcell Jansen: Jan. 2019 – Feb. 2021
- Marcell Jansen: Aug. 2021 – Juni 2025
- Henrik Köncke: seit Juni 2025

### Wichtige Verantwortliche
| Zeitraum  | Name                 |
| --------- | -------------------- |
| 2014–2016 | Dietmar Beiersdorfer |
| 2016–2018 | Heribert Bruchhagen  |
| 2018      | Frank Wettstein*     |
| 2018–2020 | Bernd Hoffmann       |
| 2022      | Jonas Boldt*         |

* kurzzeitig alleiniger Vorstand
| Zeitraum                                   | Name                  | Tätigkeitsbezeichnung |
| ------------------------------------------ | --------------------- | --------------------- |
| HSV e. V.                                  |                       |                       |
| 1976–1977                                  | Peter Krohn           | Generalmanager        |
| 1978–1986                                  | Günter Netzer         | Manager               |
| 1986–1988                                  | Felix Magath          | Manager               |
| 1988–1989                                  | Erich Ribbeck         | Manager               |
| 1990–1991                                  | Georg Volkert         | Manager               |
| 1991–1992                                  | Horst Eberstein       | Manager               |
| 1992–1994                                  | Heribert Bruchhagen   | Manager               |
| 1995–1998                                  | Bernd Wehmeyer        | Manager               |
| 1998–2002                                  | Holger Hieronymus     | Sportvorstand         |
| 2002–2009                                  | Dietmar Beiersdorfer  | Sportvorstand         |
| 2009–2010                                  | vakant                | Sportvorstand         |
| 2010–2011                                  | Bastian Reinhardt     | Sportvorstand         |
| 2011–2013                                  | Frank Arnesen         | Sportvorstand         |
| 2013–2014                                  | Oliver Kreuzer        | Sportvorstand         |
| HSV Fußball AG / HSV Fußball AG & Co. KGaA |                       |                       |
| 2014–2016                                  | Peter Knäbel          | Direktor Profifußball |
| 2016                                       | Dietmar Beiersdorfer1 | Direktor Profifußball |
| 2017–2018                                  | Jens Todt             | Direktor Profifußball |
| 2018–2019                                  | Ralf Becker           | Sportvorstand         |
| 2019–2024                                  | Jonas Boldt           | Sportvorstand         |
| 2024–                                      | Stefan Kuntz          | Sportvorstand         |

1 Dietmar Beiersdorfer war bis Mitte Dezember 2016 Vorstandsvorsitzender. Im Mai 2016 hatte er die Aufgaben des Direktors Profifußball zusätzlich übernommen. Er behielt diese Position noch bis zu seiner Vertragsauflösung am 31. Dezember 2016.
| Name             | Tätigkeitsbezeichnung                            |
| ---------------- | ------------------------------------------------ |
| HSV e. V.        |                                                  |
| Ronny Bolzendahl | Vorsitzender Amateurvorstand                     |
| Patrick Ehlers   | Vorsitzender Beirat                              |
| Kai Esselsgroth  | Vorsitzender Ehrenrat                            |
| Heiko Frank      | Vorsitzender Seniorenrat                         |
| Tim-Oliver Horn  | Abteilungsleiter Fördernde Mitglieder            |
| Klaus Manal      | Rechnungsprüfer                                  |
| Michael Papenfuß | Vizepräsident und Schatzmeister                  |
| Reimund Slany    | Rechnungsprüfer                                  |
| Bernd Wehmeyer   | Vizepräsident                                    |
| HSV Fußball AG   |                                                  |
| Philipp Winter   | Prokurist                                        |
| Claus Costa      | Leiter Scouting                                  |
| Sebastian Harms  | Sportlicher Leiter Nachwuchsleistungszentrum     |
| Horst Hrubesch   | Direktor Nachwuchs                               |
| Eric Huwer       | Direktor Finanzen, Prokurist                     |
| Marcell Jansen   | Aufsichtsratsvorsitzender                        |
| Sven Marr        | Administrativer Leiter Nachwuchsleistungszentrum |
| Till Müller      | Pressesprecher                                   |
| Daniel Nolte     | Leiter Organisation, Prokurist                   |
| Christian Pletz  | Leiter Kommunikation und Medien                  |
| Bernd Wehmeyer   | Clubmanager                                      |

### Mannschaftskapitäne
Alle Mannschaftskapitäne der ersten Herrenmannschaft seit 1945:
- 1945–1948: Richard Dörfel
- 1948–1949: Erwin Reinhardt
- 1949–1954: unbekannt[23]
- 1954–1958: Jupp Posipal
- 1958–1963: Jochen Meinke
- 1963–1972: Uwe Seeler
- 1972–1974: Franz-Josef Hönig
- 1974–1976: Georg Volkert
- 1976–1979: Peter Nogly
- 1979–1981: Felix Magath
- 1981–1983: Horst Hrubesch
- 1983–1986: Felix Magath
- 1986–1988: Thomas von Heesen
- 1988–1989: Manfred Kaltz
- 198900000: Ditmar Jakobs
- 1989–1990: Thomas von Heesen
- 1990–1992: Dietmar Beiersdorfer
- 1992–1993: Frank Rohde
- 1993–1994: Thomas von Heesen
- 1994–1995: Jürgen Hartmann
- 1995–1996: Jörg Albertz
- 1996–1997: Richard Golz
- 1997–1998: Sven Kmetsch
- 1998–1999: Andreas Fischer
- 1999–2001: Martin Groth
- 2001–2004:  Nico-Jan Hoogma
- 2004–2006:  Daniel Van Buyten
- 2006–2008:  Rafael van der Vaart
- 2008–2010:  David Jarolím
- 2010–2013: Heiko Westermann
- 2013–2015:  Rafael van der Vaart
- 2015–2016:  Johan Djourou
- 2016–2018:  Gōtoku Sakai
- 2018–2020: Aaron Hunt
- 2020–2021: Tim Leibold
- 2021–2025: Sebastian Schonlau
- seit 2025:  Yussuf Poulsen

### Trainer
Die Tabelle listet alle Trainer des Hamburger SV auf. Unter Ereignisse werden Erfolge genannt, die in die Amtszeit des jeweiligen Trainers fallen. – Anmerkung zur Flagge bei A. W. Turner: Es ist nicht sicher, ob er wirklich (eingebürgerter) Engländer war. Aus späteren Eintragungen im Handelsregister geht hervor, dass er mit vollem Namen Albert Wilhelm, vielleicht eingedeutscht aus William, Turner hieß.
Weitere, grundsätzliche Anmerkung: Nicht alle genannten Personen waren angestellte hauptamtliche Trainer. In der Zeit vor und bis 1945 wurde das Amt in etlichen Fällen von Vorstands- oder Spielausschussmitgliedern ehrenamtlich ausgeübt. Das gilt zumindest für Agte (1919/20 selbst noch Spieler), Moß und Lütkenhaus, wahrscheinlich auch Mattheides und zeitweise Turner. – Die Verpflichtung Hochgesangs wurde 1934 gemeldet, kam aber nicht zu Stande.
| Trainer                      | Nation                                         | von                | bis                | Ereignisse |
| ---------------------------- | ---------------------------------------------- | ------------------ | ------------------ | --- |
| Rudi Agte                    | Deutsches Reich                                | 1919               | 1920               | |
| A. W. Turner                 | England                                        | 1920               | April 1921         | |
| Richard Girulatis            | Deutsches Reich                                | April 1921         | Dezember 1921      | |
| Lajos Bányai                 | Ungarn 1918                                    | Januar 1922        | April 1922         | |
| A. W. Turner                 | England                                        | Mai 1922           | 1923               | Meisterschaftsfinale 1922 Deutscher Meister 1923                                                                                      |
| Rudi Agte                    | Deutsches Reich                                | 1923               | 1925               | Meisterschaftsfinale 1924 |
| Jack Burton                  | England                                        | 1925               | November 1925      | |
| A. W. Turner                 | England                                        | Dezember 1925      | 1926               | |
| Adolf Riebe                  | Osterreich                                     | 1926               | 1927               | |
| Rudi Agte                    | Deutsches Reich                                | 1927               | Januar 1929        | Deutscher Meister 1928 |
| Ernst Moß Theo Lütkenhaus    | Deutsches Reich                                | Februar 1929       | 1929               | |
| Carl Mattheides              | Deutsches Reich                                | 1929               | Dezember 1930      | |
| Gyula Kertész                | Ungarn 1918                                    | Januar 1931        | 1932               | |
| A. W. Turner                 | England                                        | 1932               | April 1933         | |
| Asbjørn Halvorsen            | Norwegen                                       | April 1933         | September 1933     | |
| Herbert Timm                 | NS-Staat                                       | Oktober 1933       | 1934               | |
| Carl Mattheides              | NS-Staat                                       | Januar 1935        | 1935               | |
| Hans Lang                    | Deutsches Reich NS                             | 1935               | 1939               | |
| Jonny Schulz                 | Deutsches Reich NS                             | 1939               | April 1942         | |
| Otto Rohwedder               | Deutsches Reich NS                             | 1942               | April 1943         | |
| Karl Höger                   | Deutsches Reich NS                             | Mai 1943           | 1943               | |
| Otto Rohwedder               | Deutsches Reich NS                             | 1943               | September 1944     | |
| Karl Höger                   | Deutsches Reich NS                             | Oktober 1944       | 1945               | |
| Hans Tauchert                | Deutschland 1946                               | 1945               | 1949               | Britischer Zonenmeister 1947, 1948 |
| Georg Knöpfle                | Deutschland Bundesrepublik                     | 1949               | 1954               | |
| Martin Wilke Günter Mahlmann | Deutschland Bundesrepublik                     | 1954               | 1956               | |
| Günter Mahlmann              | Deutschland Bundesrepublik                     | 1956               | 1962               | Deutscher Meister 1960 Meisterschaftsfinale 1957, 1958                                                                                |
| Martin Wilke                 | Deutschland Bundesrepublik                     | 1962               | 8. Mai 1964        | DFB-Pokalsieger 1963 |
| Georg Gawliczek              | Deutschland Bundesrepublik                     | 9. Mai 1964        | 17. April 1966     | |
| Josef Schneider              | Deutschland Bundesrepublik                     | 18. April 1966     | 30. Juni 1967      | DFB-Pokalfinale 1967 |
| Kurt Koch                    | Deutschland Bundesrepublik                     | 1. Juli 1967       | 15. Mai 1969       | Europapokalfinale der Pokalsieger 1968                                                                                                |
| Georg Knöpfle                | Deutschland Bundesrepublik                     | 16. Mai 1969       | 30. Juni 1970      | |
| Klaus-Dieter Ochs            | Deutschland Bundesrepublik                     | 1. Juli 1970       | 30. Juni 1973      | Ligapokalsieger 1973 |
| Kuno Klötzer                 | Deutschland Bundesrepublik                     | 1. Juli 1973       | 30. Juni 1977      | Europapokalsieger der Pokalsieger 1977 DFB-Pokalsieger 1976 DFB-Pokalfinale 1974                                                      |
| Rudi Gutendorf               | Deutschland Bundesrepublik                     | 1. Juli 1977       | 27. Oktober 1977   | |
| Özcan Arkoç                  | Turkei                                         | 28. Oktober 1977   | 30. Juni 1978      | |
| Branko Zebec                 | Jugoslawien Sozialistische Föderative Republik | 1. Juli 1978       | 16. Dezember 1980  | Deutscher Meister 1979 Europapokalfinale der Landesmeister 1980                                                                       |
| Aleksandar Ristić            | Jugoslawien Sozialistische Föderative Republik | 1. Januar 1981     | 30. Juni 1981      | |
| Ernst Happel                 | Osterreich                                     | 1. Juli 1981       | 30. Juni 1987      | Weltpokalfinale 1983 Europapokalsieger der Landesmeister 1983 UEFA-Pokalfinale 1982 Deutscher Meister 1982, 1983 DFB-Pokalsieger 1987 |
| Josip Skoblar                | Jugoslawien Sozialistische Föderative Republik | 1. Juli 1987       | 9. November 1987   | |
| Willi Reimann                | Deutschland Bundesrepublik                     | 11. November 1987  | 4. Januar 1990     | |
| Gerd-Volker Schock           | Deutschland                                    | 5. Januar 1990     | 11. März 1992      | |
| Egon Coordes                 | Deutschland                                    | 12. März 1992      | 21. September 1992 | |
| Benno Möhlmann               | Deutschland                                    | 23. September 1992 | 4. Oktober 1995    | |
| Felix Magath                 | Deutschland                                    | 5. Oktober 1995    | 18. Mai 1997       | |
| Ralf Schehr                  | Deutschland                                    | 19. Mai 1997       | 30. Juni 1997      | Interimstrainer |
| Frank Pagelsdorf             | Deutschland                                    | 1. Juli 1997       | 17. September 2001 | |
| Holger Hieronymus            | Deutschland                                    | 18. September 2001 | 3. Oktober 2001    | Interimstrainer, gleichzeitig Sportvorstand                                                                                           |
| Kurt Jara                    | Osterreich                                     | 4. Oktober 2001    | 22. Oktober 2003   | Ligapokalsieger 2003 |
| Klaus Toppmöller             | Deutschland                                    | 23. Oktober 2003   | 17. Oktober 2004   | |
| Thomas Doll                  | Deutschland                                    | 18. Oktober 2004   | 1. Februar 2007    | UEFA Intertoto Cupsieger 2005 |
| Huub Stevens                 | Niederlande                                    | 2. Februar 2007    | 30. Juni 2008      | UEFA Intertoto Cupsieger 2007 |
| Martin Jol                   | Niederlande                                    | 1. Juli 2008       | 26. Mai 2009       | |
| Bruno Labbadia               | Deutschland                                    | 1. Juni 2009       | 26. April 2010     | |
| Ricardo Moniz                | Niederlande                                    | 26. April 2010     | 30. Juni 2010      | Interimstrainer |
| Armin Veh                    | Deutschland                                    | 1. Juli 2010       | 13. März 2011      | |
| Michael Oenning              | Deutschland                                    | 13. März 2011      | 19. September 2011 | |
| Rodolfo Cardoso              | Argentinien                                    | 19. September 2011 | 10. Oktober 2011   | Interimstrainer |
| Frank Arnesen                | Danemark                                       | 10. Oktober 2011   | 16. Oktober 2011   | Interimstrainer, gleichzeitig Sportvorstand                                                                                           |
| Thorsten Fink                | Deutschland                                    | 17. Oktober 2011   | 17. September 2013 | |
| Rodolfo Cardoso              | Argentinien                                    | 17. September 2013 | 24. September 2013 | Interimstrainer |
| Bert van Marwijk             | Niederlande                                    | 25. September 2013 | 15. Februar 2014   | |
| Mirko Slomka                 | Deutschland                                    | 17. Februar 2014   | 15. September 2014 | Klassenerhalt 2014 in der Relegation                                                                                                  |
| Josef Zinnbauer              | Deutschland                                    | 16. September 2014 | 22. März 2015      | |
| Peter Knäbel                 | Deutschland                                    | 22. März 2015      | 14. April 2015     | Interimstrainer, gleichzeitig Direktor Profifußball                                                                                   |
| Bruno Labbadia               | Deutschland                                    | 15. April 2015     | 25. September 2016 | Klassenerhalt 2015 in der Relegation                                                                                                  |
| Markus Gisdol                | Deutschland                                    | 26. September 2016 | 21. Januar 2018    | |
| Bernd Hollerbach             | Deutschland                                    | 22. Januar 2018    | 12. März 2018      | |
| Christian Titz               | Deutschland                                    | 13. März 2018      | 23. Oktober 2018   | Abstieg in die 2. Bundesliga 2018 |
| Hannes Wolf                  | Deutschland                                    | 23. Oktober 2018   | 19. Mai 2019       | |
| Dieter Hecking               | Deutschland                                    | 17. Juni 2019      | 30. Juni 2020      | |
| Daniel Thioune               | Deutschland                                    | 6. Juli 2020       | 2. Mai 2021        | |
| Horst Hrubesch               | Deutschland                                    | 3. Mai 2021        | 23. Mai 2021       | Interimstrainer, gleichzeitig Direktor Nachwuchs                                                                                      |
| Tim Walter                   | Deutschland                                    | 16. Juni 2021      | 11. Februar 2024   | |
| Merlin Polzin                | Deutschland                                    | 12. Februar 2024   | 19. Februar 2024   | Interimstrainer |
| Steffen Baumgart             | Deutschland                                    | 20. Februar 2024   | 23. November 2024  | |
| Merlin Polzin                | Deutschland                                    | 24. November 2024  |                    | Aufstieg in die Bundesliga 2025 |

### Ehrungen von ehemaligen Spielern
| Auszeichnung                                                         | Spieler              | Jahr/e           |
| -------------------------------------------------------------------- | -------------------- | ---------------- |
| Ballon d’Or (Europas Fußballer des Jahres) Titel verliehen seit 1956 | Kevin Keegan         | 1978, 1979       |
| Onze d’or Titel verliehen seit 1976                                  | Kevin Keegan         | 1977, 1979       |
| Asiens Fußballer des Jahres Titel verliehen seit 1994                | Mehdi Mahdavikia     | 2003             |
| Deutschlands Fußballer des Jahres Titel verliehen seit 1960          | Uwe Seeler           | 1960, 1964, 1970 |
| Bosniens Fußballer des Jahres                                        | Sergej Barbarez      | 2001, 2003       |
| Deutschlands Fußballer des Monats                                    | Rafael van der Vaart | Sep. 2005        |
| Deutschlands Fußballer des Monats                                    | Ivica Olić           | Okt. 2007        |

### Torschützenkönige
| Torschützenkönige der Oberliga Nord                | Torschützenkönige der Oberliga Nord                                         |
| Spieler                                            | Jahr (Tore)                                                                 |
| -------------------------------------------------- | --------------------------------------------------------------------------- |
| Herbert Wojtkowiak                                 | 1951 (40)                                                                   |
| Günter Schlegel                                    | 1955 (28)                                                                   |
| Uwe Seeler (7)                                     | 1955 (28), 1956 (32), 1957 (31), 1959 (29), 1960 (36), 1961 (29), 1962 (28) |
| Torschützenkönige der Bundesliga                   |                                                                             |
| Spieler                                            | Jahr (Tore)                                                                 |
| Uwe Seeler                                         | 1964 (30)                                                                   |
| Horst Hrubesch                                     | 1982 (27)                                                                   |
| Sergej Barbarez                                    | 2001 (22, mit Ebbe Sand)                                                    |
| Torschützenkönige des Europapokals der Pokalsieger |                                                                             |
| Spieler                                            | Jahr (Tore)                                                                 |
| Uwe Seeler                                         | 1968 (8)                                                                    |
| Ferdinand Keller                                   | 1978 (6)                                                                    |
| Torschützenkönige des DFB-Pokals                   |                                                                             |
| Spieler                                            | Jahr (Tore)                                                                 |
| Edmund Adamkiewicz                                 | 1939 (11)                                                                   |
| Uwe Seeler (2)                                     | 1956 (2), 1963 (3)                                                          |
| Jimmy Hartwig                                      | 1981 (7)                                                                    |
| Horst Hrubesch                                     | 1981 (7)                                                                    |
| Ivica Olić                                         | 2009 (6)                                                                    |
| Robert Glatzel                                     | 2022 (5)                                                                    |
| Torschützenkönige der 2. Bundesliga                |                                                                             |
| Spieler                                            | Jahr (Tore)                                                                 |
| Robert Glatzel                                     | 2024 (22, mit Haris Tabaković und Christos Tzolis)                          |
| Davie Selke                                        | 2025 (22)                                                                   |

## Spielkleidung
| Heim · 2001/02 | Auswärts · 2001/02 | Ausweich · 2001/02 |

| Heim · 2002/03 | Auswärts · 2002/03 | Ausweich · 2002/03 |

| Heim · 2006/07 | Auswärts · 2006/07 | Ausweich · 2006/07 |

| Heim · 2007/08 | Auswärts · 2007/08 | Ausweich · 2007/08 |

| Heim · 2008/09 | Auswärts · 2008/09 | Ausweich · 2008/09 |

| Heim · 2009/10 | Auswärts · 2009/10 | Ausweich · 2009/10 |

| Heim · 2010/11 | Auswärts · 2010/11 | Ausweich · 2010/11 |

| Heim · 2011/12 | Auswärts · 2011/12 | Ausweich · 2011/12 |

| Heim · 2012/13 | Auswärts · 2012/13 | Ausweich · 2012/13 |

| Heim · 2013/14 | Auswärts · 2013/14 | Ausweich · 2013/14 |

| Heim · 2014/15 | Auswärts · 2014/15 | Ausweich · 2014/15 |

| Heim · 2015/16 | Auswärts · 2015/16 | Ausweich · 2015/16 |

| Heim · 2016/17 | Auswärts · 2016/17 | Ausweich · 2016/17 |

| Heim · 2017/18 | Auswärts · 2017/18 | Ausweich · 2017/18 |

| Heim · 2018/19 | Auswärts · 2018/19 | Ausweich · 2018/19 |

| Heim · 2019/20 | Auswärts · 2019/20 | Ausweich · 2019/20 |

| Heim · 2020/21 | Auswärts · 2020/21 | Ausweich · 2020/21 |

| Heim · 2021/22 | Auswärts · 2021/22 | Ausweich · 2021/22 |

| Heim · 2022/23 | Auswärts · 2022/23 | Ausweich · 2022/23 |

| Heim · 2023/24 | Auswärts · 2023/24 | Ausweich · 2023/24 |

| Heim · 2024/25 | Auswärts · 2024/25 | Ausweich · 2024/25 |